# (16857) Goodall
(16857) Goodall est un astéroïde de la ceinture principale.

## Description
(16857) Goodall est un astéroïde de la ceinture principale. Il fut découvert le 25 décembre 1997 à Haleakala par le programme NEAT. Il présente une orbite caractérisée par un demi-grand axe de 2,43 UA, une excentricité de 0,15 et une inclinaison de 5,6° par rapport à l'écliptique.

## Compléments